# Église Saint-Roch de Fortuniès
Pour les articles homonymes, voir Église Saint-Roch.
L'église Saint-Roch de Fortuniès est une église catholique située à Fortuniès, sur la commune de Dienne, dans le département du Cantal, en région Auvergne-Rhône-Alpes en France. Elle est dédiée à Roch de Montpellier.

## Histoire
L'édifice est inscrit au titre des monuments historiques par arrêté du 28 octobre 1993.
Dans les années 1980, l'édifice est en péril. L'association « Dienne Patrimoine » est créée en 1988 afin d'œuvrer à son sauvetage. Grâce à la mobilisation de l'association puis de la municipalité, plusieurs tranches de travaux fursont nt réalisées pour sa restauration : d'abord la couverture en Lauze en 1995 puis le début d'une réfection totale en 2022.

## Description
|                         |
| L'église sous la neige. |

|                  |
| Première cloche. |

|                  |
| Deuxième cloche. |

|                                     |
| L'église vue du cimetière attenant. |

|                                   |
| Croix métallique devant l'église. |